# Magic System
I Magic System sono un gruppo musicale ivoriano formatosi ad Abidjan nel 1996, scoperto dal pubblico francese grazie al successo del loro singolo  Premier Gaou nel 2002.

## Storia
Originari di Abidjan, prendono ispirazione dal movimento Zouglou, un movimento culturale e musicale ivoriano.
Dal 1996, i quattro membri del gruppo, A'Salfo, Goudé, Tino e Manadja (Adama Fanny), si esibiscono a feste e avvenimenti locali. Nel 1997 esce il loro primo album, Papitou, che contiene il singolo Momo: esso è un fallimento commerciale. Malgrado ciò, i quattro non si demoralizzano e registrano un secondo album, Premier Gaou, che è un successo in Costa d'Avorio; decidono dunque di farlo distribuire anche in Francia. Il debutto in effetti non è dei più facili, poiché le case discografiche non vogliono produrre il disco. L'album è quindi interamente finanziato da Ephrem Youkpo, giornalista e intrattenitore televisivo e radiofonico, creatore de La nuit du zouglou nel 1998 in Francia e successivamente patron della label X-Pol Music, il quale crede fortemente nella riuscita del progetto. Ephrem Youkpo cede poi, nel dicembre 1999, la distribuzione dell'album Premier Gaou alla Sonima Music.
Nel 2001, il loro terzo album Poisson d'avril ottiene un discreto successo. L'anno successivo, il remix del loro singolo Premier Gaou, realizzato dal DJ Bob Sinclar rilancia l'omonimo album e permette di far conoscere il gruppo al pubblico francese. I Magic System approfittano del successo facendo uscire tre nuovi album, Un Gaou à Paris, Cessa kié la vérité e Petit Pompier. In seguito gli album Zouglou Dance e Toutè Kalé ottengono un gran successo in Francia, e i singoli Cherie Coco (in collaborazione con il rapper Soprano) e La Danse des Magiciens scalano le classifiche e diventano dei tormentoni radiofonici nel 2011. Il 2 aprile 2012 esce la loro prima raccolta D'Abidjan à Paris che contiene un inedito, Tango Tango.
Nel giugno 2025, il gruppo Magic System ha pubblicato il brano "Vida Loca", dopo un'assenza dal 2021.

## Discografia

### Album
- 1997 - Papitou
- 2000 - Premier Gaou
- 2001 - Poisson d'avril
- 2003 - Un Gaou à Paris
- 2005 - Petit Pompier
- 2005 - Cessa kié la vérité
- 2007 - Ki Dit Mié
- 2008 - Zouglou Dance
- 2011 - Toutè Kalé
- 2012 - D'Abidjan à Paris
- 2014 - Africainement vôtre
- 2015 - Radio Afrika
- 2017 - Ya foye

### Singoli
- 1997 - Momo
- 2000 - Premier Gaou
- 2002 - Premier Gaou (remix di Bob Sinclar)
- 2003 - Un Gaou à Paris
- 2005 - Bouger Bouger
- 2005 - Petit Pompier
- 2006 - C'Cho ça brûle feat. Kore, Cheb Bilal e Big Ali
- 2007 - Ki dit mié
- 2008 - On va s'amize feat. Amine
- 2008 - Zouglou Dance (Junior Caldera Club Remix)
- 2009 - Même pas fatigué !!! feat. Khaled
- 2009 - Neuilly Sa Mère feat. Faf Larage
- 2010 - Ambiance à l'africaine
- 2011 - Chérie coco feat. Soprano
- 2011 - La Danse des Magiciens
- 2011 - Vas-y Molo feat. Shaggy & Mohamed Allaoua
- 2012 - Tango Tango
- 2014 - Tu es fou
- 2014 - Magic in the Air feat. Chawki
- 2015 - Sweet Fanta Diallo (Adieu soleil)
- 2017 - Ya foye
- 2017 - All Around the World